# جوليان جان أوفري دو لا ميتري
جوليان جان أوفري دو لا ميتري (بالفرنسية: Julien Offray de La Mettrie) - (12 ديسمبر 1709  في سان مالو - 11 نوفمبر 1751 في بوتسدام)، هو طبيب وفيلسوف مادي وتجريبي فرنسي.
طبيب إباحي، دافع عن المادية المتطرفة، وأعاد صياغة الفلسفة الآلية بعد رينيه ديكارت.

## سيرته
ولد لا ميتري في سان مالو 12 ديسمبر 1709 
أتم دراسته في كلية كوتانس. موجهًا من والده لاحتضان المهنة الكنسية، تابع محاضرات آبي كوردييه في المنطق، أحد المتحمسين للينسينية، في كلية بليسيس، لكنه اختار في العام التالي التوقف عن دراسة علم اللاهوت ليصبح طبيباً. في عام 1728، حصل على شهادة الدكتوراه في كلية رين. في عام 1733، ذهب إلى لايدن، هولندا، لحضور محاضرات هيرمان بورهافا وعاد في عام 1742 إلى باريس، حيث حصل على وظيفة طبيب الحرس الفرنسي. كمتخصص في الأمراض التناسلية، بدأ بنشر كتب عن مواضيع طبية. خلال نوبة من الحمى، لاحظ على نفسه تاثير حركة الدورة الدموية المتسارعة على الفكر، الأمر الذي أدى به إلى إستنتاج مفاده أن الظواهر النفسية يجب أن تعتبر كآثار التغيرات العضوية في الدماغ والجهاز العصبي.
يتم التعبير عن هذا الاستنتاج في أول أعماله الفلسفية «التاريخ الطبيعي للروح» (بالفرنسية: "L’Histoire naturelle de l’âme ") (عام 1745). يدافع فيه عن الأطروحات المادية، مما تسبب في فضيحة تجعله يفقد مكانه كطبيب في الحرس الفرنسي. تم إدانة الكتاب وحرقه علانية بموجب مرسوم صادر عن البرلمان في عام 1746. عاد لاميتري إلى ليدن، حيث أنهى دراسته، وطور أفكاره بقوة عقلية أكبر وبشكل أكثر اكتمال، في «الإنسان الألة»(بالفرنسية "L'Homme Machine") (عام 1747). في هذه اللحظة، يضطره العداء تجاهه إلى مغادرة ليدن. بعد ذلك، استقبله فريدريك الثاني من بروسيا في برلين، والذي لا يسمح له بالعمل كطبيب فحسب، بل يحصل أيضًا على وظيفة في أكاديمية برلين. ثم أنتج أعماله الرئيسية، «خطاب عن السعادة»(بالفرنسية "Discours sur le bonheur")، الذي جعله مرفوضًا من قِبل مؤلفي التنوير الرئيسيين مثل فولتير أو ديديروت أو هولباخ، لكنه يحظى بتقدير كبير من قبل ماركيز دي ساد.
في عام 1748 أصبح عضوا في الأكاديمية الملكية للعلوم والآداب في برلين.
توفي في 11 نوفمبر 1751 في بوتسدام

## وفاته
كانت الملذات الحسية التي يحتفل بها لاميتري قاتلة بالنسبة له، لأنه توفي نتيجة عسر الهضم. استخدم منتقدو فلسفة لاميتري موته ليعلنوا أن اختفائه المبكر كان نتيجة منطقية لشعوره الملحد.
أقام سفير ملك إنجلترا، تيركونيل، حفلة تكريما لشفائه وامتنانا لـلاميتري لمعالجته مرضه حيث التهم لا ميتري كمية كبيرة من فطيرة الكمأة لإظهار النهم أوالبنية القوية. وكانت النتيجة إصابته بالحمى والهذيان وتوفي بعد ذالك. أعلن فريدريك الثاني من بروسيا خطابه الجنائزي وكتب في «مديح لا ميتري» :

ومع ذلك، في رسالة سرية موجهة إلى مارجريف بايرويت، كتب فريدريك الثاني
ثم ذكربعد ذلك أن لا ميتري اصيب بعسر الهضم الناتج عن فطيرة الدراج. ومع ذلك، ربما كان السبب الحقيقي لوفاته هو الفصد التي وصفه لا ميتري لنفسه. أكد فريدريك الثاني أن الأطباء الألمان رفضوا ممارسة الفصد، وحاول لا ميتري أن يثبت لهم أنهم مخطئون. في وقت وفاته، ترك ابنة تبلغ من العمر 5 سنوات وزوجة اسمها لويز شارلوت دريونو.
تم نشر أعماله الفلسفية بعد وفاته في العديد من الطبعات، على التوالي في لندن وبرلين وأمستردام.

## فكره

### الإنسان الآلة
يرى لا ميتري أن جميع الفلاسفة السابقين قد أخطأوا في بداهة التفكير المنطقي حول الإنسان. فقط الطريقة التجريبية تبدو له شرعية.
يجب اعتبار العقل استمرارًا للتنظيم المتطور للمادة في الدماغ البشري: الإنسان إذن ليس سوى حيوان متفوق (مثل إنسان فوكانسون). في «الإنسان الآلة»(بالفرنسية "L'Homme Machine") (عام 1747)، كتابه الأكثر شهرة، يمتد ليشمل مبدأ الحيوان الآلة لديسكارت ويرفض أي شكل من أشكال الإزدواجية لصالح المذهب الأحادي. طبيعته الحتمية الآلية تدفعه بطبيعة الحال إلى رفض أي فكرة عن الله، حتى لو كان من بين المؤمنين الذين يرفض خلطهم بالطبيعة.

### خطاب عن السعادة
لقد أثار خطابه عن السعادة (بالفرنسية "Discours sur le bonheur") (المعروف أيضًا باسم Anti-Seneca أو The Sovereign Good) (في عام 1748)، وهو كتاب اعتبره تحفة له، ضجةً كبيرة في يومه وكان لاحقًا نسي قليلا.
يتم التعبير عن مبادئه الأخلاقية في "خطاب حول السعادة"، "الرَّغْبَة الْحِسِيَّة، La Volupté"، و"فن الإستمتاع،L’Art de jouir)  حيث يُثمِّن ملذات الحواس، وحيث تتحول الفضيلة إلى شغف الحب.

## اعتراف
حقق لا ميتري نجاحًا بسيطًا في حياته. لكن ساد احتفظ به ليكون أحد أكثر العقول بعيدة النظر. اعتبر فولتير، منافسه العظيم لفريدريك الثاني، أنه «مذنب، وقح، ومهرج، ومغازل...»، وديدرو بأنه «مؤلف بدون حكم،» «رجل تالف في آدابه وآرائه». عند وفاته، أشاد فريدريك الثاني به في «مديحلا ميتري». روسو، شديدة الحساسية، كان مستاءا للغاية، وتجنب إستحضار اسم لا ميتري أو واحد من أعماله طوال حياته.
في القرن التاسع عشر، فريدريش ألبرت لانج حاول إعادة تأهيله.
يحمل زقاق في الحديقة الشتوية لقلعة سوي في بلويمور إسمه، حيث كان المالك هو ابن أخته لوران إسنول ديشاتيل.

## استشهادات
- «متعة، متعة نكرة، وهكذا تعامل الذي ضحى بكل شيء! إذا فقدت أيامي في البهجة، آه! أعدهم لي، الآلهة العظيمة، لتأخذهم مرة أخرى!»«فن الاستمتاع».
- «كل شيء يسعده القلب الشهواني. الكل هو الورود والقرنفل والبنفسج في مجال الطبيعة. حساسة لكل شيء، كل جمال منتشي. كل كائن غير طبيعي يتحدث إليه، يستيقظ منه ؛ كل كائن حي يتحرك ؛ كل جزء من الخلق تملأه بشهوة.»«فن الاستمتاع».

## أعماله
- التعامل مع الدوار (1737)
- أطروحة جديدة عن الأمراض التناسلية (1739)
- معاهدة الجدري الصغير (1740)
- التاريخ الطبيعي للروح (1745)
- الرَّغْبَة الْحسِيَّة (1745)
- الإنسان الآلة (1747)
- الإنسان النبات (1748)
- عمل بينيلوبي أو مكيافيل في الطب (2 مجلدات 1748 + 1 مجلد من الملاحق 1750)
- خطاب عن السعادة (المعروف أيضًا باسم Anti-Seneca أو The Sovereign) (1748، 1750، 1751)
- تأملات فلسفية في أصل الحيوانات (1750)
- نظام أبيقور (1750)
- خطاب أولي (1750)
- الميتافيزيقي فينوس أو أصل الروح البشرية (1751)
- فن التمتع (1751)
- الرجل الصغير ذو الذيل الطويل (1751)

## مذكرات ومراجع
1. ↑  تعتقد بعض المصادر أنه ولد في 25 ديسمبر، وهذا ما يقوله فريدريك الثاني من بروسيا في كتابه Éloge de la Mettrie. نسخة محفوظة 4 أبريل 2020 على موقع واي باك مشين.
2. ↑  Michel Onfray (2007). Contre-histoire de la philosophie, vol. 7 : Les Ultras des Lumières (1) (بفرنسية). Frémeaux & Associés. p. Piste 1, Un Faux Jésus. Archived from the original on 2019-12-16.{{استشهاد بكتاب}}:  صيانة الاستشهاد: لغة غير مدعومة (link).
3. ↑  Éloge de la Mettrie par Frédéric II de Prusse. نسخة محفوظة 4 أبريل 2020 على موقع واي باك مشين.
4. ↑  حول هذا الموضوع، راجع أعمال أوليفييه كوتيه الأخيرة حول طبيعة الروابط بين مذهب المتعة واللاأخلاقية في لا ميتري، ولا سيما المقال Les plaisirs de l'amoralisme  بي دي إف . نسخة محفوظة 3 مارس 2016 على موقع واي باك مشين.
5. ↑  Bernd A. Laska, 1750 – Rousseau évince La Mettrie. D’une orientation des Lumières lourde de conséquences  بي دي إف , in : Rousseau Studies, قالب:Numéro avec majuscule, 2013 (« Antirousseauismes »), pp. 313–326. نسخة محفوظة 13 أبريل 2018 على موقع واي باك مشين.

## قائمة المراجع

### أعمال كتبها لا ميتري
- الأعمال الفلسفية - المجلد 1، 1737-1752، فيارد، 4 (notice BNF رقم FRBNF34963354)
- الأعمال الفلسفية - المجلد 2، 1737-1752، فيارد، 4 (notice BNF رقم FRBNF34963354)
- عمل بينيلوبي أو مكيافيلي في الطب، 1750، فيارد، 4 (notice BNF رقم FRBNF38938277)
- الإنسان الآلة، غاليمارد، 14 (notice BNF رقم FRBNF37040058)
- الإنسان الآلة، فيارد، 15 الأعمال الفلسفية الكاملة، 1751، كودا، 13 أغسطس (notice BNF رقم FRBNF39272357)
- من دواعي سروري، ديجونكويريس، 23
- فن الاستمتاع، جوزيف ك. 4
- رجل أكثر من آلة، شواطئ، 17 (notice BNF رقم FRBNF39159097)
- على السعادة، آرش، 30

### أعمال مكتوبة عن لا ميتري
- بيير لوميه، شخصية غير معروفة، Offray of La Mettrie (1709-1751)، دكتور، فيلسوف، عالم جدلي سانت سرفان، 13 أغسطس (أمازون B0000DSSF5) (notice BNF رقم FRBNF30785988) * بيير لوميه، شخصية غير معروفة، Offray of La Mettrie (1709-1751)، دكتور، فيلسوف، عالم جدلي سانت سرفان، 13 أغسطس (أمازون B0000DSSF5) (notice BNF رقم FRBNF30785988)
- بيير لومي، جوليان أوفري من متري مورتينيس، 13 أغسطس (أمازون B0000DWXQ1) (notice BNF رقم FRBNF32370754)
- كزافييه موميجان، الزهرة التشريحية، منيموس، 13 أغسطس
- سيموني جوجود أرنو، لا ميتري (1709-1751). المادية السريرية. تلاه الجراح المحول، هرماتان، 4 (notice BNF رقم FRBNF41309244)
- ميشيل أونفراي، ضد تاريخ الفلسفة - المجلد 4 : أطلس الأنوار، جراسيت، 13 أغسطس
- صوفي أوديديير، جان كلود بوردين، جان ماري لارديك، فرانسين ماركوفيتس، إيف تشارلز زاركا، الماديون الفرنسيون في القرن الثامن عشر / لا ميتري، هيلفيتيوس، هولباخ، PUF، 31
- فريدريش ألبرت لانج، تاريخ المادية، وانتقاد أهميتها في عصرنا، 1886، كودا، 13 أغسطس

## روابط خارجية
- جوليان جان أوفري دو لا ميتري على موقع الموسوعة البريطانية (الإنجليزية)